# Pohlia verrucosa
Pohlia verrucosa är en bladmossart som beskrevs av Brotherus 1903. Pohlia verrucosa ingår i släktet nickmossor, och familjen Bryaceae. Inga underarter finns listade i Catalogue of Life.